# 空中火力
《空中火力》（英語：Whaam!），是美國畫家羅伊·利希滕斯坦于1963年所創作的雙聯畫。其是其中一幅最爲知名的普普藝術畫作，并且同時是利希滕斯坦最爲重要的作品。《空中火力》于1963年在紐約李歐·卡斯特裡畫廊首次展出，並于1966年由倫敦泰特美術館收購。畫作自2006年在泰特現代藝術館作常駐展示。
左側嵌板顯示了一架發射火箭彈的戰鬥機，而在右側則展示了火箭彈射中了另一架飛機並使其爆炸成火焰。利希滕斯坦從幾本漫畫書的内容來構思出作品的形象。他將其原稿徹底變樣，從1962年戰爭漫畫書單板，到以雙聯的方式呈現，同時改變圖像和故事元素之間的關係。《空中火力》的雙板被視爲世俗、空間和心理的一體化。畫作標題是根據整體動作和作品衝擊來命名，並在右側嵌板展示了這巨大的擬聲詞。
利希滕斯坦在第二次世界大戰前學習成爲藝術家，並之後在美國陸軍服役。他在基礎訓練期間實習防空演習，並被派往飛行員進行培訓，然而該計劃卻在開始之前就被取消。戰後他所處理的主題均關於浪漫和戰爭。利希滕斯坦在幾件作品中描繪了空中對戰。《空中火力》是他在1962年至1964年期間戰爭系列的其中一幅作品，而《當我開火時》則是兩個大型戰爭主題畫作之一。

## 背景
1943年，利希滕斯坦放棄了在俄亥俄州立大學學習油畫和繪畫的課程，來服役于美國陸軍，直到1946年1月退役。他在服役時加入語言、工程和飛行培訓計劃，但之後全部的計劃都被取消，而期間他擔任勤務兵、繪圖師和非戰鬥藝術家:71。他在謝爾比營的職務之一是擴充比爾·莫爾丁（Bill Mauldin）《星條旗報》的卡通。作爲畫家，他最終將自己的作品定義為抽象表現主義加上詼諧元素的風格。在1958年左右，他開始將米老鼠和賓尼兔等卡通人物的隱藏圖像融入到他的抽象作品中:32-33。
在20世紀50年代晚期到60年代早期出現了一批比較靠近更客觀、「更酷」的新世代畫家，他們的特點均是由藝術運動所引領出聞名至今的極簡主義、硬邊繪畫、色域繪畫:37-39、新達達主義運動:503、激浪藝術和普普藝術的藝術家，而在當時這些類型全部都重新定義為前衛當代藝術。普普藝術和新達達主義重新引進和改變了從商業藝術、消費品、藝術史和主流文化在挪用主題上對於圖像的運用。利希滕斯坦在60年代取得了國際認可，成爲美國普普藝術運動的發起人之一:7。至於利希滕斯坦在圖像上的運用，現代藝術博物館館長伯尼斯·羅斯（Bernice Rose）注意到他感興趣于「挑戰當時正盛行的原創性概念」:17。

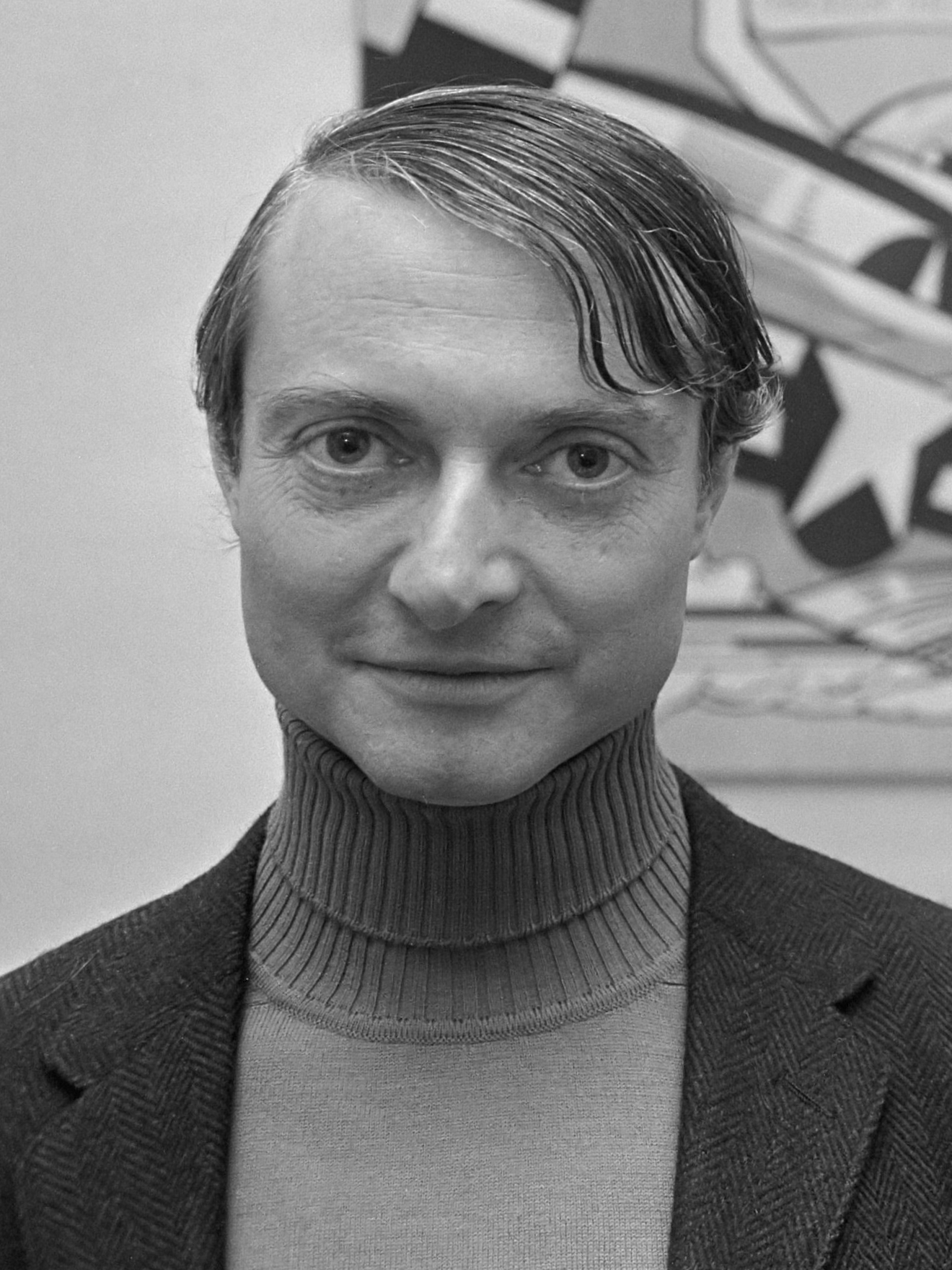
1967年的利希滕斯坦

利希滕斯坦早期像《看啊！米老鼠》以漫畫為基礎的作品都會集中于有名的動畫角色。由1963年開始，他的畫作進展到更嚴肅、更戲劇化的主題，通常較側重于浪漫形勢和戰爭場面:11-14。

## 文獻
- Alloway, Lawrence. . Abbeville Press. 1983. ISBN 0-89659-331-2.
- Bader, Graham (编). . MIT Press. 2009. ISBN 978-0-262-01258-4.
- Coplans, John (编). . Praeger Publishers. 1972. ISBN 978-0-7139-0761-2.
- Waldman, Diane. . . Solomon R. Guggenheim Museum, Museum of Contemporary Art (Los Angeles, Calif.), Montreal Museum of Fine Arts. Solomon R. Guggenheim Museum. 1993. ISBN 0-89207-108-7.

## 外部鏈接
- 利希滕斯坦藏品網站 （页面存档备份，存于）
- 泰特展品説明 （页面存档备份，存于）